# Європейська металургійна провінція
Європейська металургійна провінція
У II тис. до Р.Х. на великій території від Карпат до Атлантики  сформувалась Європейська металургійна провінція, найпотужнішими центрами якої стають багаті карпатські, альпійські та піренейські родовища. Подібно до ситуації з кавказькими рудниками, переважна більшість давніх європейських копалень була знищена часом і гірничою діяльністю наступних епох. Про масштабність „вибуху” гірничо-металургійних технологій свідчать численні скарби виробів з олов'яної бронзи й самого металу (зливки, брухт), кількість яких свідчить про майже десятиразове збільшення обсягів виробництва в порівнянні з III тис. до Р.Х. Серед найбільших скарбів усієї Європейської провінції виділяються Уіоара де Суз (Румунія), де було зосереджено майже 6 тис. різноманітних виробів загальною вагою 1100 кг, а також концентрація більш як 150 скарбів на обмежених теренах  Закарпаття (район Мукачеве – Ужгород), де виявлено понад 2 тис. бронзових знарядь.
Найвідомішими є альпійські мідні рудники, де вели розробку як окиснених, так і первинних мідних руд. Видатною пам’яткою давнього гірництва є альпійський рудник Міттерберг (Західна Австрія).